# Bakary Jammeh
Bakary K. Jammeh (* 20. Jahrhundert) ist ein gambischer Ökonom. Er war Zentralbank-Gouverneur im westafrikanischen Staat Gambia und kurzzeitig Handelsminister.

## Leben
Jammeh hat einen Bachelor-of-Science-Abschluss in Ökonometrie von der Universität Istanbul, Türkei, und einen Master-of-Science-Abschluss in Finanzen und Ökonometrie von der Queen Mary University of London, Großbritannien. Er hat zwanzig verschiedene Fachkurse in verschiedenen Bereichen wie Makroökonomie, Geldpolitik und Finanzsektorpolitik bei verschiedenen Institutionen wie dem IWF-Institut, der Deutschen Bundesbank, dem Studienzentrum der Schweizerischen Nationalbank und der Bank von Ghana besucht.
Als Wirtschaftswissenschaftler fing seine Tätigkeit im Oktober 2002 bei der Zentralbank von Gambia an. Bis zum Oktober 2010 hatte er sich zum stellvertretenden Direktor der Abteilung für Wirtschaftsforschung entwickelt, dann wurde er zum stellvertretenden Direktor der Zentralbank ernannt. Dieses Amt übte er bis zum August 2014 aus. Von August 2014 bis August 2015 war er als Sonderbeauftragter in der Afrika-Abteilung in Washington DC für den Internationalen Währungsfonds (IWF) tätig. Während der Zeit beim IWF hatte er sich auf die Wirtschaft der Seychellen konzentriert.
Im Mai 2017 wurde Bakary Jammeh, als Nachfolger von Amadou Colley, als Gouverneur der Zentralbank von Gambia von Adama Barrow eingesetzt. Gleichzeitig wurden drei weitere hochrangige Bankbeamte, die unter dem ehemaligen Präsidenten Yahya Jammeh eingesetzt wurden, von ihren Ämtern enthoben. Es waren die beiden Stellvertretern Colleys und der Finanzdirektor der Bank. Jammeh, der neue Gouverneur, war zuvor der Forschungsökonom  und stellvertretender Direktor der Zentralbank.
Am 1. Oktober 2020 wurde er, als Nachfolger von Lamin Jobe, als Minister für Handel, Regionale Integration und Beschäftigung (Minister of Trade, Regional Integration and Employment) ins Kabinett Adama Barrow berufen. Zugleich wurde Buah Saidy als sein Nachfolger bei der Zentralbank berufen. Jammeh lehnte die Ernennung zum Minister jedoch umgehend ab, da er weiter Gouverneur der Zentralbank bleiben wolle. Mit Wirkung zum 2. November 2020 ernannte Barrow daraufhin Seedy Keita zum Handelsminister.

## Auszeichnungen und Ehrungen
- 2019 – Die Auszeichnung „Honorary Fellowship“ vom Chartered Institute of Bankers of Nigeria[7]